# Тетрацианоалюминат лития
Тетрацианоалюминат лития — неорганическое соединение,
комплексная соль лития, алюминия и синильной кислоты
с формулой LiAl(CN)4,
бесцветные кристаллы,
реагирует с влагой воздуха.

## Получение
- Реакция безводной синильной кислоты и замороженного эфирного раствора алюмогидрида лития:

{\displaystyle {\mathsf {LiAlH_{4}+4HCN\ {\xrightarrow {-116^{o}C}}\ LiAl(CN)_{4}+4H_{2}\uparrow }}}

## Физические свойства
Тетрацианоалюминат лития образует бесцветные кристаллы,
очень чувствительные к влаге,
разлагается при хранении даже без доступа воздуха.